# Job Baster

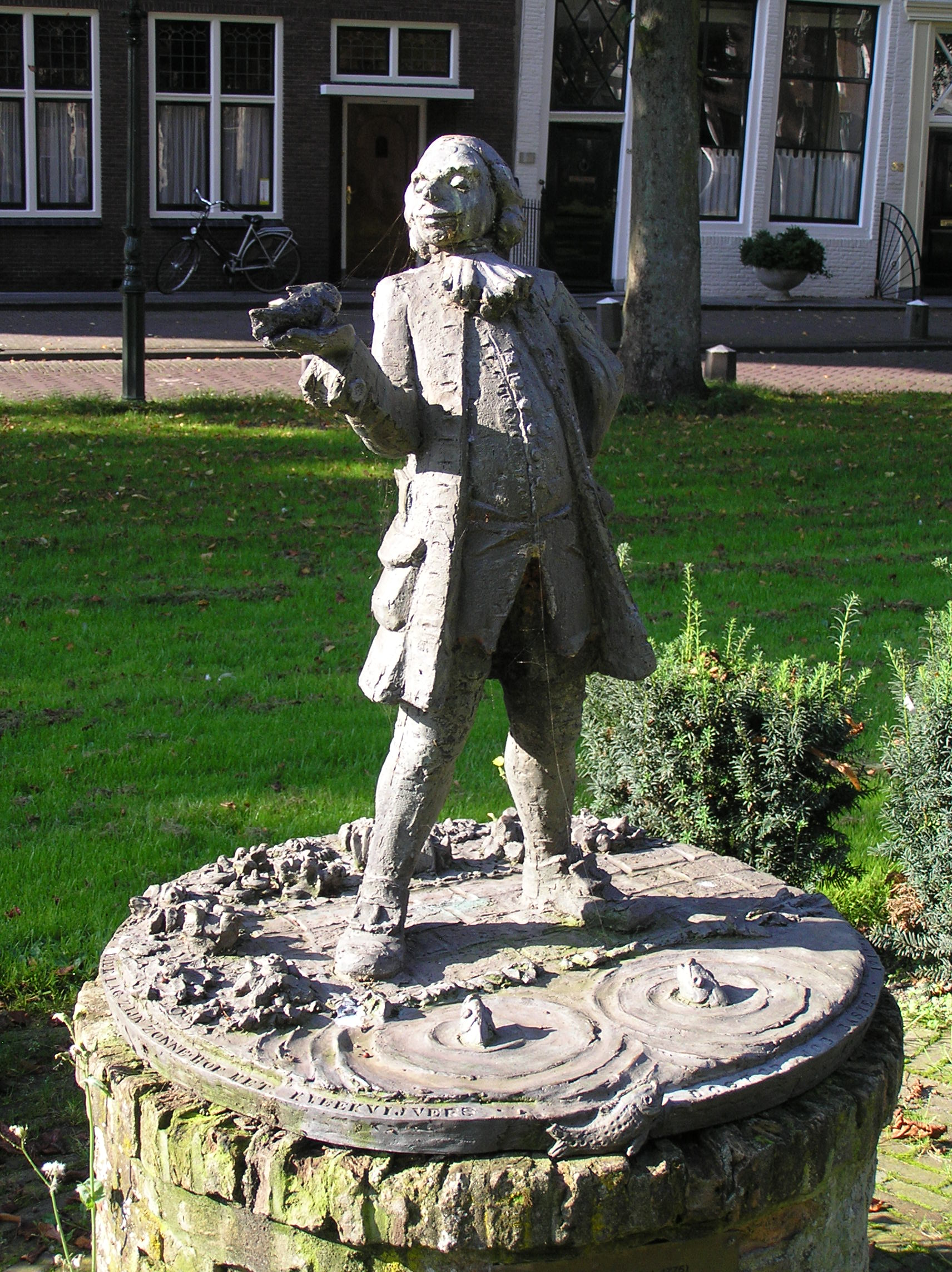
Job Baster. Werk (1976) des niederländischen Bildhauers Ad Braat (1919–2000)

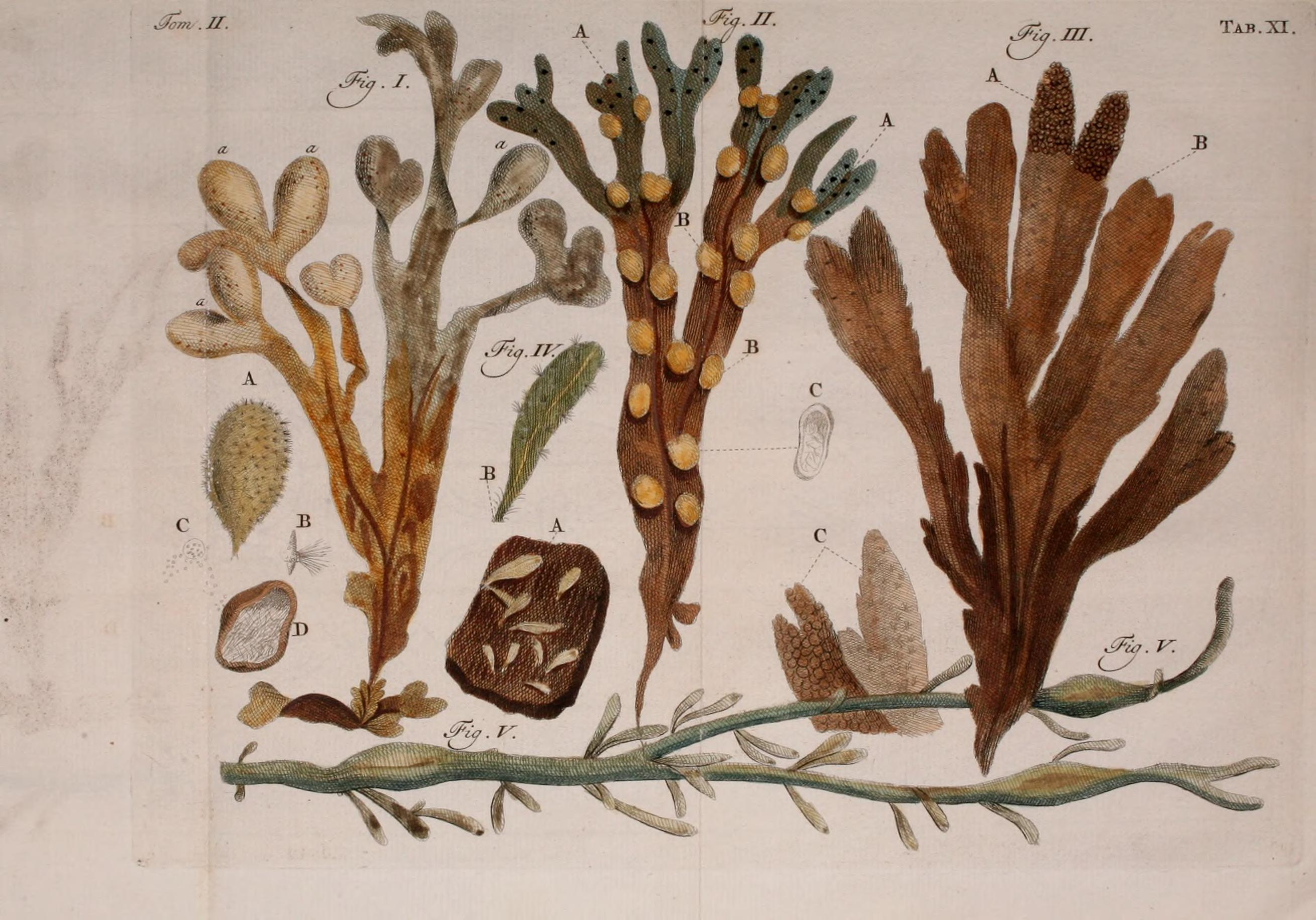
Opuscula subseciva, Tafel XI

Job Baster (auch Jobus Baster, Hiob Baster; * 2. April 1711 in Zierikzee; † 6. März 1775 ebenda) war ein niederländischer Arzt und Naturforscher.

## Leben
Job Baster studierte ab 1727 an der Universität Leiden Medizin, promovierte 1731 in Leiden mit seiner Dissertation De osteogenia und wirkte nach einer Studienreise nach Paris und London ab Ende 1732 als Arzt in Zierikzee. Als Naturforscher widmete er sich in der Folgezeit der Erforschung mariner Organismen entlang der niederländischen Küste. Sein bekanntestes Werk über seine dabei gesammelten Erkenntnisse erschien unter dem Titel Opuscula subseciva in einer lateinischen und unter dem Titel Natuurkundige Uitspanningen in einer niederländischen Ausgabe, die er ab 1759 in sechs Teilbänden (2 Bände a 3 Teilbände) veröffentlichte. Die von Job Baster dabei vorgenommene Zuordnung der Korallen zum Pflanzenreich wurde wenig später durch den irischen Botaniker und Zoologen John Ellis widerlegt. 1767 brachte Job Baster unter dem Titel Maandelykse tuin-oeffeningen eine Übersetzung des englischsprachigen Handbuchs The gardeners kalendar des englischen Gärtners und Botanikers Philip Miller heraus. 
Job Baster wurde am 1. Juni 1738 unter der Präsidentschaft des Arztes und Naturforschers Hans Sloane Fellow der Royal Society und am 18. Oktober 1745 unter der Präsidentschaft des Arztes Andreas Elias Büchner mit dem akademischen Beinamen Eudoxus unter der Matrikel-Nr. 544 als Mitglied in die Kaiserliche Leopoldino-Carolinische Akademie der Naturforscher aufgenommen. Im Jahr 1755 wurde er Mitglied der Koninklijke Hollandsche Maatschappij der Wetenschappen und am 28. Juni 1768 wurde er als Mitglied in die Koninklijk Zeeuwsch Genootschap der Wetenschappen aufgenommen.
Er ist Namensgeber für die Zeitschrift Basteria, die Zeitschrift der Nederlandse Malacologische Vereniging. In Zierikzee wurde zu Ehren von Job Baster im August 1976 eine vom niederländischen Künstler Ad Braat (1919–2000) geschaffene Skulptur aufgestellt.

## Schriften und Werke
- Dissertatio anatomica-medica inauguralis de osteogenia. Verbeek, Lugduni Batavorum 1731 (google.de)
- Natuurkundige Uitspanningen, behelzende eenige waarneemingen over sommige zee-planten en zee-insecten benevens derzelver zaadhuisjes en eijernesten. Eerste Deel, J. Bosch, Haarlem 1762 (archive.org)
- Natuurkundige Uitspanningen, behelzende eenige waarneemingen over sommige zee-planten en zee-insecten benevens derzelver zaadhuisjes en eijernesten. Tweede Deel, J. Bosch, Haarlem 1765 (archive.org)
- Opuscula subseciva, observationes miscellaneas de animalculis et plantis, quibusdam marinis, eorumque ovariis et seminibus continentia. Tomus primus, Joannem Bosch, Harlemi 1762 (archive.org)
- Opuscula subseciva, observationes miscellaneas de animalculis et plantis, quibusdam marinis, eorumque ovariis et seminibus continentia. Tomus secundus, Joannem Bosch, Harlemi 1765 (archive.org)
- mit Philipp Miller: Maandelykse tuin-oeffeningen. Haarlem 1767 (Digitalisat)